# Шибеникский мост
Шибе́никский мост (хорв. Šibenski most) — автодорожный железобетонный арочный мост через Шибеникский залив на Адриатической магистрали близ устья реки Крка в Шибенско-Книнской жупании, Хорватия.
Мост строился в 1964—1966 годах по проекту Ильи Стоядиновича. Был открыт для движения 27 июля 1966 года. Арка моста длиной 246 м является второй по длине мостовой аркой в Хорватии, уступая только арке Кркского моста (390 м).
Осенью 1991 года во время гражданской войны мост был повреждён несколькими гранатами, однако это не сказалось на движении по нему.

В начале 2010 года был начат ремонт моста. Компания «Hrvatska ceste», ведущая работы, указывает предварительную стоимость работ в 11 миллионов кун. Предполагается отремонтировать ограждения, установить упругие ограждения, обновить карнизы, отремонтировать опоры и балки. Также будет осуществлена реконструкция освещения моста. Завершение работ планируется на 2011 год
.